# Adrenoleukodystrofie
X-gebonden adrenoleukodystrofie (X-ALD), ook wel de ziekte van Addison-Schilder of de ziekte van Siemerling-Creutzfeldt genoemd, is een relatief zeldzame stofwisselingsziekte die vooral het zenuwstelsel (aantasting van myeline) en de steroïd-hormoon producerende cellen van de bijnierschors en de testes aantast. De ziekte kan zich uiten in een aantal zeer verschillende vormen. De twee meest voorkomende vormen zijn de "childhood" cerebrale ALD (CCALD) en adrenomyeloneuropathie (AMN).
X-gebonden betekent dat een genetisch defect dat ten grondslag ligt aan de ziekte is gelokaliseerd op het X-chromosoom, een van de geslachtschromosomen.
Het woord adrenoleukodystrofie komt van de volgende Latijnse en Griekse woorden:
- ad(Latijn): bij
- ren(Latijn): nier. Vaak zijn de bijnieren (glandulae adrenales) in het ziekteproces betrokken.
- leukos (Grieks): wit. Dit verwijst naar de witte stof of myeline.
- dys-(Grieks): vgl. NL. mis-
- trophè(Grieks): voeding

Het samengevoegde woord X-gebonden adrenoleukodystrofie beschrijft een ziekte die genetisch bepaald wordt door een defect op het X-chromosoom, de bijnierschors aantast en de aanmaak en het behoud van de witte stof (myeline) aantast.
Hoewel de aandoening de groei en ontwikkeling van myeline beïnvloedt zijn de leukodystrofieën verschillend van demyeliniserende ziekten zoals multiple sclerose waarbij myeline normaal gevormd wordt maar verloren gaat door bijvoorbeeld immunologische dysfunctie, of andere redenen.

## Geschiedenis
De eerste gedocumenteerde patiënt met X-ALD werd in 1923 gepubliceerd in de medische literatuur. Siemerling en Creutzfeldt beschreven een zeven jaar oude jongen die tijdens zijn vierde levensjaar een bruine huid ontwikkeld had (hyperpigmentatie). Zijn huid verdonkerde zeer snel toen hij zes en een half jaar oud was. Tegelijkertijd raakte zijn gedrag gestoord en zijn spraak en motoriek verslechterden wat een indicatie is voor een ernstige neurologische aandoening. Hij werd uiteindelijk spastisch, kon niet meer lopen of slikken en hij overleed aan de gevolgen van de ziekte toen hij zeven jaar oud was. Tijdens de lijkschouwing constateerde men atrofie van de bijnierschors en grote veranderingen in de witte materie van de hersenen. Gecombineerd met een accumulatie van lymfocyten en Plasmacellen in het centrale zenuwstelsel, wat indicatief is voor een ontstekingsreactie.
De naam X-gebonden adrenoleukodystrofie werd in 1970 geïntroduceerd door Michael Blaw. De "X" staat voor de aan het X-chromosoom gebonden overerving. Met "adreno" wordt aangegeven dat de bijnier (in het Latijn "glandula adrenalis") bij het ziekteproces is betrokken. "leukodystrofie" geeft aan dat de witte ("leuko") stof van de hersenen, een soort isolatielaag om de zenuwcellen heen, niet goed gevormd is, of beschadigd raakt ("dystrofie").
Een grote doorbraak kwam er in 1976 toen de onderzoekers M. Igarashi, A.B. Johnson, H.H. Schaumburg en J.M. Power ontdekten dat in de hersenen en bijnieren van patiënten met X-ALD een opeenstapeling plaatsvindt van een bepaald soort vetzuren, zogenaamde verzadigde zeerlangeketenvetzuren (ZLKV).
In 1981 werd er door H.W. Moser en A.B. Moser een diagnostische test ontwikkeld waarmee ZLKV-niveaus bepaald konden worden in gekweekte huidcellen (fibroblasten), bloedplasma, bloedcellen en amniocyten. Deze techniek heeft het mogelijk gemaakt patiënten te kunnen identificeren. Daarnaast werd het ook mogelijk om prenatale screening te doen en om het effect van nieuwe therapieën te evalueren. Al vrij snel werd bekend dat alle mannelijke patiënten verhoogde ZLKV hebben in hun plasma. In tegenstelling tot bewezen draagsters. Ongeveer 15% van de draagsters heeft normale ZLKV-waarden.
In 1987 werd aangetoond dat de ZLKV-opstapeling ontstaat door het onvermogen van het lichaam deze ZLKV af te breken in peroxisomen. Deze peroxisomen zijn zeer kleine structuren die in de lichaamscellen voorkomen, en een aantal specifieke functies hebben. Voorbeelden hiervan zijn het maken van een aantal essentiële stoffen, en het afbreken van de ZLKV.
In 1993 is in Parijs door de groep van P.A. Aubourg en J-L Mandel het gen geïdentificeerd waarin bij X-ALD-patiënten afwijkingen voorkomen. Sinds de identificatie van het X-ALD-gen zijn vele mutaties geïdentificeerd. In januari 2007 waren er al meer dan 900 mutaties gevonden en gerapporteerd in de X-ALD-mutatiedatabank.

## Vormen van X-ALD
Meerdere vormen van X-ALD zijn bekend, ingedeeld naar de leeftijd waarop klachten ontstaan en de organen die het ernstigst zijn aangedaan. De vormen kunnen naast elkaar voorkomen in één familie, soms overheerst een bepaalde vorm.

### "Childhood" cerebrale ALD (CCALD)
Dit fenotype komt bij 30 tot 50% van de mannelijke patiënten voor. De symptomen beginnen tussen 5 en 10 jaar en omvatten het verlies van voorheen verworven neurologische capaciteiten, convulsies, ataxie, de ziekte van Addison (ongeveer 75% van de patiënten met deze aandoening) alsook achteruitgang van zowel visus als gehoor. Vaak komen klachten voor van gestoord gedrag, verminderde aandacht en problemen op school. Soms is epilepsie het eerste verschijnsel van de aandoening.
De verschijnselen nemen zeer snel toe als gevolg van een snel verergerende beschadiging van het myeline van de hersenen. De meeste jongens zijn 2 tot 3 jaar na het begin van de klachten in een vegetatieve toestand geraakt of overleden.
Deze ernstige vorm van de ziekte werd voor het eerst beschreven door E. Siemerling en Hans Gerhard Creutzfeldt

### Adolescente cerebrale ALD (AdolCALD)
Komt bij ongeveer 2 tot 5% van alle patiënten voor. De verschijnselen zijn vergelijkbaar met die van de "childhood" cerebrale ALD, echter treden de symptomen op tussen het 10e en 21e levensjaar.

### Adulte cerebrale ALD (ACALD)
Komt bij 2 tot 5% van de patiënten voor. Hierbij treden op volwassen leeftijd verschijnselen op van ernstige hersenbeschadiging. Vaak echter ontstaan verschijnselen van dementie, of psychiatrische beelden zoals schizofrenie.

### Adrenomyeloneuropathie (AMN)
Dit is in Nederland de meest voorkomende vorm van X-ALD. Deze komt bij 30 tot 46% van de patiënten voor. Bij AMN zijn het ruggenmerg en meestal ook de bijnierschors en testes aangedaan.De verschijnselen bestaan over het algemeen uit langzaam voortschrijdende en spastische verlamming van de benen, die tussen het 20e en 40e levensjaar ontstaat. Vaak is de functie van de urineblaas gestoord en het gevoel aan de benen verminderd. Bij de meeste AMN-patiënten blijven de hersenen gespaard.
Ongeveer 75% van de mannen met neurologische verschijnselen heeft een onvoldoende functie van de bijnierschors. Vaak bestaan er klachten van verminderde zin in seks, verlaagde potentie en soms onvruchtbaarheid.

### Addison-only
Wordt gekenmerkt door een geïsoleerde bijnierschorsinsufficiëntie (ziekte van Addison) zonder dat er beschadiging van het zenuwstelsel is en komt bij 7 tot 14% van de patiënten voor. De meest voorkomende verschijnselen zijn vermoeidheid, buikklachten, "gezonde" bruine huid en lage bloeddruk. De meeste patiënten zullen later in het leven AMN, of soms zelfs CCALD, AdolCALD of ACALD ontwikkelen.

### Asymptomatische of presymptomatische X-ALD
Hierbij is de ziekte in het bloed, in gekweekte huidcellen of in het erfelijk materiaal aangetoond, maar ontbreken andere verschijnselen van X-ALD. Bij 5-8% van de patiënten bestaat deze vorm. Er is een grote kans dat deze patiënten uiteindelijk toch andere verschijnselen krijgen.

## Manifest draagsterschap
Het voorkomen van draagsterschap met uitvalsverschijnselen, zogenaamd manifest draagsterschap werd geschat op ten minste 20%. In Nederland heeft 32% tot 48% van alle draagsters ouder dan 20 jaar tekenen van beschadiging van het zenuwstelsel (verwijzing nodig). Tevens lijkt er een relatie te bestaan tussen het vorderen van de leeftijd en het ontwikkelen van symptomen: in de leeftijdsgroep van 60 tot 80 jaar heeft 52% tot 79% symptomen (verwijzing nodig).
Meestal is er een op het AMN gelijkend beeld met spastische verlamming en gevoelsstoornissen aan de benen. Vaak is ook de functie van de sluitspieren van de blaas en darmen gestoord, wat kan leiden tot incontinentie voor urine en ontlasting. De verschijnselen verslechteren minder snel dan bij mannen met AMN. Ernstige beschadiging aan de hersenen is uitermate zeldzaam, maar wel beschreven. Minder dan 1% van de draagsters ontwikkelt bijnierschorsinsufficiëntie. Onderzoek in het AMC door dr. J. Assies bij meer dan 40 draagsters liet geen tekenen van tekortschietende functie van de bijnierschors zien (verwijzing nodig).
Drie groepen hebben onderzocht of het krijgen van verschijnselen gerelateerd is aan zogenaamde onevenredig verdeelde inactivatie van X-chromosomen. Van deze X-chromosomen hebben vrouwen er in elke cel twee, en hiervan wordt er, wanneer alles goed gaat, normaal gesproken in gelijke verhouding evenveel gezonde en aangedane "uitgeschakeld". Aangenomen wordt dat, wanneer in de meeste cellen het aangedane X-chromosoom geïnactiveerd wordt en het "gezonde" chromosoom actief blijft, minder verschijnselen ontstaan. Een groep vond geen verband, de twee andere wel.
Dat ook draagsters neurologische uitvalsverschijnselen kunnen krijgen is helaas bij veel artsen niet bekend, zodat manifest draagsters vaak in een laat stadium of helemaal niet worden herkend. Soms worden zelfs ten onrechte operaties door orthopeed (kunstheupen) of neurochirurg (verwijding van het nekwervelkanaal) gedaan. Tevens kan het niet tijdig herkennen van draagsters nieuwe gevallen van X-ALD tot gevolg hebben.

## Biochemie van X-ALD
Biochemisch wordt X-ALD gekenmerkt door een ophoping van verzadigde zeerlangeketenvetzuren (ZLKV). Dit zijn vetzuren die bestaan uit 22, 24, 26 of meer koolstofatomen (C22:0, C24:0 en C26:0). ZLKV maken deel uit van plantaardige en dierlijke vetten en komen voor in ons dagelijks dieet, maar het grootste deel wordt door het lichaam zelf aangemaakt.
Normaal gesproken worden deze ZLKV afgebroken in kleine, met een membraan afgesloten, structuren in de cel, de zogenaamde peroxisomen. Iedere cel, met uitzondering van de rode bloedcellen, bevat tussen de 100 en 500 peroxisomen. In X-ALD is het afbraakproces van de ZLKV ernstig gestoord, waardoor met name C24:0 en C26:0 uiteindelijk in allerlei vetten (lipiden), die overal in het lichaam voorkomen, worden ingebouwd.
In het zenuwstelsel leidt dit tot ernstige beschadiging van de witte stof, het myeline; dit proces wordt demyelinisatie genoemd. Myeline is als het ware de isolerende laag die om de zenuw heen ligt; zonder myeline kunnen zenuwcellen geen signalen doorgeven en kan het zenuwstelsel niet functioneren. In de bijnierschors stapelen deze vetten zich op in naaldstructuren die er uiteindelijk toe leiden dat de bijnierschors stopt met functioneren.

## Pathofysiologie

### X-gebonden vorm
De frequentste vorm van ALD heeft te maken met een defect op het X-chromosoom. De locatie van het defecte gen is Xq28. De ziekte wordt gekarakteriseerd door de accumulatie van vetzuren met zeer lange ketens ("very long-chain fatty acids", VLCFA). Deze vetzuren hebben ketens van 24 à 30 koolstofatomen. Het frequentst voorkomende vetzuur is een hexacosanoaat (een skelet van 26 koolstofatomen). Het verschijnsel van de langeketenvetzuren bij deze patiënten werd voor het eerst beschreven door Moser et al. in 1981. Het ALD-gen werd ontdekt in 1993. Dit gen codeert niet voor een enzyme, maar voor een transporteiwit. Tot op heden is niet bekend hoe hoge waarden voor de zeerlangeketenvetzuren het myelineverlies kunnen veroorzaken.
Het gen (ABCD1) of "ATP-binding cassette, subfamilie D, lid 1") codeert een eiwit dat vetzuren transporteert in de peroxisomen. In de peroxisomen ondergaan vetzuren betaoxidatie. Een disfunctie van dit gen leidt tot de accumulatie van vetzuren met zeer lange ketens in verscheidene organen.
De prevalentie van X-gebonden adrenoleukodystrofie is 1 op 20000 in verscheidene populaties. Bij 4% van de vrouwen die drager zijn treden eveneens symptomen op.

### Autosomale vorm
Autosomale adrenoleukodystrofie wordt geassocieerd met de eiwitten PEX1, PEX5, PEX10, PEX13 en PEX26.

## Diagnostiek
Tegenwoordig kan op zeer betrouwbare wijze worden onderzocht of iemand X-ALD heeft. Ook prenataal onderzoek is mogelijk. Bij mannen is de diagnose door de (duidelijker) aanwezige symptomen makkelijker te stellen dan bij vrouwen.

### ZLKV-onderzoek
Onderzoek naar de concentratie van ZLKV in bloed is bij mannen zeer betrouwbaar. Een abnormaal hoge concentratie van het vetzuur C26:0 in combinatie met afwijkende verhoudingen van verschillende vetzuren (de zgn. C26:0/22:0- en C24:0/22:0-ratio) bevestigen de diagnose. Meestal wordt de bepaling twee keer gedaan, dit om eventuele gevolgen van een monsterverwisseling of andere zeer zeldzame problemen te voorkomen. Bij 10% tot 20% van de draagsters zijn de ZLKV in bloed echter normaal. Met alleen een ZLKV-bepaling in het bloed kan dus bij een vrouw nooit de diagnose worden uitgesloten. Dezelfde bepalingen kunnen ook in gekweekte cellen (fibroblasten) afkomstig uit een huidbiopt worden gedaan. Bij de verdenking op draagsterschap kan dit onderzoek aanvullende informatie verschaffen. Ook al sluit een normale waarde van ZLKV bij mogelijke draagsters het draagsterschap niet uit, wordt een verhoogde concentratie ZLKV gevonden dan bevestigt dit de diagnose.

### Immuunkleuringen
Het ALD eiwit kan worden aangetoond met zogenaamde antistoffen tegen dit eiwit. Wanneer het eiwit niet kan worden aangetoond in huidcellen of witte bloedcellen, kan worden aangenomen dat het er niet is, en iemand inderdaad de ziekte bij zich draagt of heeft. Wordt het eiwit wel door de antistoffen herkend, dan wil het nog niet zeggen dat dit eiwit goed functioneert of goed is samengesteld. Wanneer het ALD eiwit kan worden aangetoond, sluit het dus niet uit dat iemand toch de ziekte bij zich draagt.

### Mutatie-onderzoek
De betrouwbaarste methode waarmee de diagnose kan worden gesteld of uitgesloten, is DNA-onderzoek. Het ALD-gen kan dan worden onderzocht op fouten. Zeker bij het onderzoek van vrouwen die draagster kunnen zijn is dit de betrouwbaarste methode. De beste strategie is om per aangedane familie bij een van de mannen of jongens naar de afwijking in het gen te zoeken. Is deze eenmaal bekend, dan kan er bij mogelijk aangedane personen waarbij het ZLKV- en immuunonderzoek geen zekerheid heeft gegeven gericht naar de DNA-afwijking worden gezocht.

### Prenataal onderzoek
Bij vrouwen die draagster zijn kan prenataal onderzoek uitkomst bieden. Vroeg in de zwangerschap kan door middel van vruchtwateronderzoek met bovenstaande technieken worden onderzocht of een ongeboren mannelijke vrucht (foetus) de ziekte heeft.

## Behandeling
Heden ten dage is er geen curatieve behandeling voor de ziekte.

### “Lorenzo-olie”
In 1989 werd een dieettherapie voor X-ALD ontwikkeld. De achterliggende gedachte was de observatie dat ZLKV niet alleen via ons voedsel binnenkomen maar ook door het lichaam zelf geproduceerd worden door middel van ketenverlenging van langeketenvetzuren. Wanneer fibroblasten van X-ALD-patiënten onverzadigde vetzuren in hun groeimedium toegediend kregen, resulteerde dit in verlaging van de ZLKV. Blijkbaar gingen onverzadigde vetzuren de strijd aan met de verzadigde vetzuren voor de ketenverlenging.
De bekendste dieettherapie bestaat uit een streng vetarm dieet waaraan een 4:1-mengsel van de onverzadigde vetzuren glyceryltrioleaat (GTO) en glyceryltrierucaat (GTE) (“Lorenzo-olie”) toegevoegd wordt. De olie werd mede ontwikkeld door de ouders van een patiënt met X-ALD, Lorenzo Odone. Behandeling van X-ALD-patiënten met “Lorenzo-olie” resulteerde in een snelle normalisering van de plasma-ZLKV-concentraties. Deze hoopgevende resultaten leidden ertoe dat er wereldwijd honderden X-ALD-patiënten behandeld werden met “Lorenzo-olie”. Al snel bleek echter dat de olie geen effect had op het ziektebeloop.
“Lorenzo-olie” kan X-ALD-patiënten niet beschermen tegen het krijgen van AMN of cerebrale ALD. Patiënten die al neurologische symptomen hadden, verslechterden, ondanks de normalisatie van de ZLKV in het plasma. Er zijn vele gevallen bekend van patiënten die bij aanvang van de therapie nog geen symptomen hadden maar ondanks de olie toch symptomen kregen. Onderzoek in de hersenen van overleden patiënten die de olie gebruikt hadden, wees uit dat de olie geen effect heeft op de ZLKV in de hersenen; de ZLKV-waarden waren niet verlaagd. Men concludeerde dat “Lorenzo-olie” de hersenen niet bereikt, hetgeen wordt veroorzaakt door de bloed-hersenbarrière. De bloed-hersenbarrière scheidt de hersenen van de rest van het lichaam en het beschermt de hersenen tegen het binnendringen van allerlei mogelijk schadelijke stoffen die in het bloed kunnen voorkomen.
Dr. Hugo Moser heeft onderzocht of “Lorenzo-olie” een beschermende functie heeft bij jonge kinderen die nog geen neurologische symptomen hebben. De hoop bestaat dat “Lorenzo-olie” kinderen kan beschermen tegen het krijgen van CCALD wanneer al op zeer jonge leeftijd met de therapie begonnen wordt. Uit de resultaten van dit onderzoek lijkt dat “Lorenzo-olie” een positieve werking heeft. Echter is dit nog een punt van discussie onder Nederlandse en Amerikaanse onderzoekers in hoeverre het effect bestaat.

### Beenmergtransplantatie
Van beenmergtransplantatie wordt gedacht dat ze de progressie van de ziekte tot staan kan brengen. Bij jongens met de cerebrale vorm van X-gebonden ALD heeft deze therapie echter geen invloed. Beenmergtransplantie heeft een risico inzake morbiditeit en mortaliteit en is niet aangewezen bij patiënten waarbij de symptomen reeds ernstig aanwezig zijn.
De eerste beenmergtransplantatie werd uitgevoerd in 1984 bij een patiënt met cerebrale ALD in een terminaal stadium. De transplantatie resulteerde in een normalisering van ZLKV in het plasma binnen twee maanden, maar niet in een neurologische verbetering. De patiënt overleed 141 dagen na de transplantatie aan de gevolgen van een adenovirus infectie. In de hierop volgende jaren werden geen beenmergtransplantaties uitgevoerd. In 1990 werden de resultaten van beenmergtransplantatie bij een Franse X-ALD-patiënt bekendgemaakt. Een achtjarige CCALD-patiënt met geringe cerebrale symptomen ontving het beenmerg van zijn genetisch niet-identieke gezonde tweelingbroer. Binnen twee jaar na de beenmergtransplantatie waren de witte stof afwijkingen verdwenen.
Hoewel niet wetenschappelijk onderbouwd geeft de volgende observatie een goede indicatie van het belang van beenmergtransplantatie. Begin jaren ‘90 zijn 26 Franse X-ALD-patiënten geselecteerd voor een beenmergtransplantatie. Voor slechts zes patiënten was een geschikte donor aanwezig; de andere 20 patiënten kregen geen beenmergtransplantatie. Van de 20 niet-getransplanteerde patiënten zijn er 19 overleden, van de zes patiënten die wel een beenmergtransplantatie ondergingen zijn er nog vijf in leven. (Met dank aan Dr. Patrick Aubourg, nog niet gepubliceerde gegevens).
Inmiddels zijn er wereldwijd meer dan 150 X-ALD-patiënten getransplanteerd. Alle patiënten die goed reageerden op de beenmergtransplantatie hadden op het moment van transplantatie geringe witte stof veranderingen en lichte neurologische afwijkingen. beenmergtransplantatie heeft geen effect bij patiënten waarbij de hersenen al te ernstig aangedaan zijn.
Op dit moment is beenmergtransplantatie de enige effectieve therapie voor cerebrale ALD. Echter, het niet altijd aanwezig zijn van geschikte donoren en het hoge risico op ziekte en zelfs overlijden tijdens de procedure beperken het gebruik van beenmergtransplantatie als algemene therapie voor X-ALD. De kans op complicaties is vele malen groter wanneer er geen goede donor is en bij oudere patiënten. beenmergtransplantatie is daarom nog geen optie voor volwassenen. Naast de transplantatie van hematopoietische cellen, is het ook gentherapie een mogelijk behandeling:  De hematopoietische stamcellen of beenmergcellen van de patiënt worden in vitro geïsoleerd, een normale kopie van het ALD-gen wordt met behulp van een virus in deze cellen gebracht, en de genetisch correcte cellen worden terugplaatst.

### Lovastatine
Het middel lovastatine dat gebruikt wordt bij hypercholesterolemie lijkt enig effect te hebben in vitro, maar niet in ALD-diermodellen.

### Oliezuur (cis-9-octadeceenzuur)
Volgens een studie uit 1986 kan oliezuur (cis-9-octadeceenzuur) de niveaus van langeketenvetzuren verlagen in vitro.

## Ziekte van Addison en X-ALD
Bij 70-80% van de X-ALD-patiënten met neurologische verschijnselen bestaat eveneens een primaire bijnierschorsinsufficiëntie (ziekte van Addison). Soms veroorzaken de niet goed functionerende bijnieren de eerste verschijnselen van X-ALD. Bij de meeste artsen is niet bekend, dat een primaire bijnierschorsinsufficiëntie het eerste verschijnsel van X-ALD kan zijn. Twee onderzoeken (Verwijzing naar onderzoek nodig) in Frankrijk en Groot-Brittannië hebben laten zien dat wel tot 40% van jongens met de ziekte van Addison in feite X-ALD hebben. Ook is bekend dat X-ALD zich kan beperken tot de ziekte van Addison. Het is echter nog niet te verklaren waarom de ziekte zich in deze gevallen alleen beperkt tot de ziekte van Addison.

## Lorenzo Odone
Lorenzo Michael Murphy Odone was waarschijnlijk een van de bekendste patiënten met ALD. Zijn ouders, Augusto en Michaela Odone, waren gefrustreerd over de beperkte behandelopties van de ziekte. Na veel experimenteren kwamen zij uit op een mengsel van een aantal onverzadigde vetzuren (Lorenzo-olie), dat nog steeds wordt onderzocht op effectiviteit. Geclaimd wordt dat deze olie de myelinebeschadiging die gepaard gaat met ALD kan herstellen. De zoektocht naar een behandeling voor de jonge Lorenzo werd vastgelegd in de film Lorenzo's Oil uit 1992. Phil Collins haalde uit deze situatie zijn inspiratie voor het nummer "Lorenzo" (op het album Dance into the Light uit 1996).